# 김명호 (1957년)
김명호(1957년 2월 17일 ~ )는 대한민국의 수학자이다. 1995년 성균관대학교 수학과 입학시험 문제의 오류를 지적한 뒤 징계를 받았고, 1996년 부교수 승진에서 탈락하였으며, 이어서 계약기간 만료를 이유로 성균관대학에서 교수지위를 잃었다. 2007년 10월 15일 소위 '석궁 사건'으로 징역 4년을 선고받고 2011년 1월 24일 만기출소하였다.

## 생애
김명호는 서울고등학교 및 서울대학교 수학과를 졸업하고, 오하이오 주립 대학교를 거쳐 미시건 대학교에서 1988년에 박사학위를 받았다. 이후 1991년 성균관대학교 수학과 조교수로 임용되었으며 1993년에 수학과 조교수로 재임용되었다.
1995년 성균관대학교 대학입시 본고사 수학문제의 오류를 지적하였으며 이후 학내에서 징계 및 재임용 거부를 당하여 퇴출되었다. 2005년 9월에 법원에서 성균관대학교 재임용 심사 과정의 김명호 교수에 대한 평가는 절차적 위법이라는 판결을 받아내었으나, 교수 지위확인 청구는 기각되었다. 2007년 1월, 민사소송을 담당했던 고등법원 박홍우 부장판사에 대하여 '석궁 사건'을 일으켜 같은 해 10월에 징역 4년의 실형을 선고받았으며, 2011년 1월에 출소하였다.

## 사건 및 경과

### 성균관대학교 1995년 입학시험 오류 사건
김명호 전 교수는 1995년도 성균관대학교 입학시험에서 대학별 고사 수학문제 채점위원으로써 수학 시험 7번 문제의 오류를 지적였으며 이후 부교수 승진에 실패하고 재임용에서 탈락되었다. 1995년 1월, 김명호 교수가 본고사 문제의 오류를 총장에게 보고하고 며칠이 지난 뒤 수학과 교수들이 그에 대한 징계요구서를 제출하였다. 당시 대학에서는 김명호 전 교수가 지적하기 전에는 문제점을 인식하지 못하였으며, 7번 문제는 틀렸다기보다는 적절하지 않은 문제라고 결정하였다. 하지만 서지 랭, 마이클 아티야 등의 저명한 수학자들은 이후 잘못된 가정을 증명하라는 문제는 명백히 잘못된 것으로 논란의 대상조차 될 수 없다는 의견서를 제출하였다.
1995년 12월에는 교내 징계위원원회에 회부돼 ‘정직 3개월’이라는 징계를 받았는데, 징계사유는 제자들의 서울대학교, 카이스트, 포항공대 대학원 지원을 위해 보강을 해주는 등의 ‘해교행위’와 ‘논문 부적격’이었다. 민사소송을 맡았던 이정열 판사도 그것을 해교행위라고 판결하였다. 이에 대하여 김명호는 12월 20일 교육부 교원징계재심위원회에 재심을 청구하였으며, 이듬해인 1996년 3월 5일 재심위원회는 정직 3개월에 대하여 '수업 없이 성적부과' 항목을 제외한 나머지 징계 사유는 인정할 수 없으므로 '견책'으로 변경하였다. 2005년 9월 21일 1심 소송에서 서울중앙지방법원 민사 제23부는 성균관대학교의 논문 평가는 절차적 실체적 위법임을 인정하지만, 학생들에 대한 학점 부여가 자의적이어서 교육자적 자질이 의심스러우므로 교수 지위확인 청구는 기각한다고 판결하였다. 김명호는 이에 불복하여 항소하였으나 2심에서도 패소하였다. 그리고 최종적으로 2007년 1월 12일 교수지위 확인 항소심에서 패소하였다.

### 박홍우 판사와 석궁 사건
2007년 1월 12일 교수 지위 항소심에서 패소하여 이에 불복한 김명호 전 교수는 2007년 1월 15일, 담당 판사인 박홍우 서울고등법원 부장판사의 자택에 석궁을 준비하여 상해를 입힌 소위 '석궁 사건'을 일으켰다. 그리하여 같은 해 10월에 상해 등에 대하여 징역 4년의 실형이 선고되었다. 김명호 전 교수는 2011년 1월 24일 만기출소하였다.
당시에 박판사가 입고 있었던 와이셔츠에 구멍이 있었으나 혈흔이 없었던 점, 목격자들의 증언과 달리 압수된 화살3개가 부러지거나 끝이 뭉툭하지 않은 사실때문에 논란이 있었으나 김교수가 피해자의 주거지 부근 공터에서 1주일에 1회 정도 수십발의 석궁화살을 쏘아보고, 피해자의 집 부근을 사전에 7회정도 찾아가 피해자 귀가하는 시간을 확인하고, 전문요리사가 쓰는 회칼을 구입하고, 석궁의 경우 안전장치가 풀리지 않으면 발사되지 않는데 발사된 점, 몸을 붙잡고 실랑이를 하면서 ‘죽여버리겠다’는 취지로 말한점, 와이셔츠에는 관통된 구멍이 아닌 오른쪽 팔 뒷부분에 혈흔이 있는 점, 조끼에도 관통된 구멍이 아닌 조금 떨어진 곳에 혈흔이 있는 점, 피해자가 복부에 근육층까지 침투한 전치 3주의 창상을 입은 점 등 때문에 1심에서 상해의 고의가 있었다고 법원으로부터 인정받았다. 김명호는 여러겹의 옷에 뚫린 화살자국들의 위치가 어긋나있고, 와이셔츠 이외의 옷에 묻은 혈흔이 박홍우의 것인지 여부를 DNA 검사로 확인해달라고 요청하였으나 신태길 부장판사가 모두 기각하였다.
박훈 변호사는 한겨레신문과의 인터뷰에서 (1) 누가 입었던 옷이고 어떻게 수거되었는지에 대해 경찰이 "모른다"라고 문서로 대답하였으며 (2) 박홍우 부장판사의 상처를 찍은 사진은 하나도 없고 거즈를 댄 사진만 존재하고 (3) 대법원 앞에서 판사들을 공격하는 1인 시위를 지속적으로 한 것에 대한 보복이라고 하였다.

## 사건 일지
- 2007년 1월 15일, 김명호 전 교수가 담당 판사(박홍우 서울고등법원 부장판사)에게 '석궁' 과 '회칼'을 소지하고 상해를 입힘.(석궁 사건)
- 2007년 1월 16일, 살인미수 혐의로 구속
- 2007년 1월 19일, 대법원이 전국 법원장 회의를 개최,'석궁사건'을 법치주의에 대한 도전으로 규정하고 엄단의 의지 천명
- 2007년 2월 8일, 검찰은 살인미수 혐의를 바꾸어서 폭행 상해 혐의로 바꿔서 기소
- 2007년 10월 3일, 검사의 10년 구형 소식을 듣고 32일 단식 시작
- 2007년 10월 15일, 서울동부지방법원 김명호에게 '폭력행위 등 처벌에 관한 법률위반'으로 징역 4년 선고
- 2008년 2월 16일, 항소심 재판장 이회기 사임 (이후 김앤장에 취직), 후임으로 신태길 판사 임명
- 2008년 3월 7일, 대법원이 전국 수석 부장판사회의 개최, '석궁사건'을 법치주의에 대한 도전으로 규정하고 엄단의 의지 재천명
- 2008년 3월 14일, '박홍우 옷가지 혈흔과 박홍우 피의 일치 여부'에 대한 '혈흔 검증신청' 기각하고 석궁사건 항소 기각
- 2008년 2월 1일, 대법원이 교수 지위확인 소송(2007다9009) 상고 기각(주심 박시환, 재판장 박일환, 김능환)
- 2008년 3월 14일, 대법원이 석궁 사건(2008도2621) 항소 기각(주심 이홍훈, 재판장 김영란, 김황식, 안대희)
- 2011년 1월 20일, 김명호 교수 DNA 채취의 머리카락 영장, 영등포교도소가 독방에서 강제 집행(서울남부지검 강세현 검사의 청구로, 서울남부지방법원 남기주 판사 영장 발부)
- 2011년 1월 24일, 김명호 전 교수 만기출소

## 미디어 및 도서

### 관련 도서
- 서형 (2009년 6월 17일). 《부러진 화살: 대한민국 사법부를 향해 석궁을 쏘다》. 후마니타스. ISBN 9788990106872.
- 김명호 (2012년 2월 5일). 《판사 니들이 뭔데?》. 석궁 김명호 출판사. ISBN 9788996810100.

### 영화
- 감독: 정지영, 출연: 안성기, 박원상, 김지호, 나영희, 문성근 (2011). 《부러진 화살(Unbowed)》. 아우라픽쳐스. 2012년 1월 10일에 원본 문서에서 보존된 문서. 2011년 10월 2일에 확인함. : 제16회 부산 국제영화제 (2011) 상영작[15]

### TV 프로그램
- 〈전직 교수 김명호 석궁사건의 진실은?〉. 《뉴스추적》. 제 413회. 2007년 2월 14일. SBS.
- 〈누가 판사를 쏘았냐? 석궁테러의 미스테리〉. 《PD 수첩》. 제 764회. 2008년 3월 25일. MBC.

### 외신
- 〈'The Crossbow Incident: A South Korean's breaking point'〉. 2012년 3월 8일. LA Times. |시리즈=이(가) 없거나 비었음 (도움말)
- 〈Crossbow Becomes a Symbol of South Korean Judicial Problems〉. 2012년 3월 13일. New York Times. |시리즈=이(가) 없거나 비었음 (도움말)(이자연 (2012년 3월 19일). 〈번역문〉. 2012년 10월 20일에 원본 문서에서 보존된 문서. 2012년 9월 29일에 확인함. |시리즈=이(가) 없거나 비었음 (도움말))

## 같이 보기
- 1995년 성균관대학교 입학시험 오류 사건
- 부러진 화살